# Сепінгган
Сепінгган — індонезійське офшорне нафтогазове родовище, виявлене у Макасарській протоці за два десятки кілометрів на південний схід від Балікпапану.
Сепінгган належить до нафтогазового басейну Кутей. Родовище відкрили у 1973 році унаслідок спорудження свердловини Sepinggan-1, закладеної в районі з глибиною моря 43 метри. Вона досягнула довжини у 3810 метрів та пройшла через чотири нафто/газонасичені інтервали, розташовані на глибинах від 1262 до 1730 метрів. Відомо також, що під час подальшої розвідки значні притоки нафти отримали з інтервалів 2477—2486, 2506—2520 та 3148 — 3154 метри.
Поклади вуглеводнів на Сеппінган виявлені у пісковиках епохи міоцену, поява яких пов'язана зі стародавньою дельтою Сепінгган.
В межах розробки родовища встановили цілий ряд стаціонарних платформ та пробурили кілька десятків свердловин. Видобуток на Сепінгган стартував у 1977-му і досягнув піку в 1991-му з показником у 26 тисяч барелів на добу (із 30 свердловин). Піковий видобуток попутного газу прийшовся на той же 1991 рік та становив 1,5 млн м³ на добу (із 33 свердловин). При цьому станом на 1992 рік накопичений видобуток з родовища досягнув 68 млн барелів та 4,5 млрд м³ газу.
В якийсь момент для інтенсифікації видобутку розпочали застосування газліфтного методу, для чого проклали мережу внутрішньопромислових трубопроводів діаметром 100 мм. Також до інфраструктури Сепінгган під'єднали платформи малих родовищ-сателітів Сегуні (виявлене у 1995 році) та Седжаді (відкрите в 1998 році).
Видачу продукції з Сепінгган організували за допомогою трубопроводу завдовжки 25 км та діаметром 300 мм, який прямує до наземного термінала Танджунг-Джумалі (можливо відзначити, що з урахуванням технічного стану трубопроводу на початку 2010-х провели роботи по його заміні)
Родовище належить до ліцензійної ділянки, роботами на якій займалась американська компанія Unocal (у 2005 році стала частиною нафтогазового гіганта Chevron).